# More Than Ever
More Than Ever – dziewiąty album studyjny zespołu Blood, Sweat & Tears, wydany w lipcu 1976 roku nakładem Columbia Records.

## Album

### Historia
Album został nagrany po odbyciu przez Blood, Sweat & Tears międzynarodowej trasy koncertowej. W jego realizacji uczestniczył zespół w dziesięcioosobowym składzie (z dawnego pozostali tylko David Clayton-Thomas i Bobby Colomby) z towarzyszeniem 13 muzyków gościnnych oraz 8 wokalistów i wokalistek. Brzmienie było bardziej zorientowane na R&B i mniej rockowe niż w starszym składzie. Styl utworów to płynna mieszanka wpływów R&B, jazzu i gospel. Album nagrano i zmiksowano w Camp Colomby w Nowym Jorku, a smyczki w Columbia Studio C, również w Nowym Jorku.

### Lista utworów
Lista i informacje według Discogs:
Side 1
| 1. | They (D.C. Thomas – W.D. Smith)                   | 6:26  |
|    |                                                   |       |
| 2. | I Love You More Than Ever (A. Landon – D. Lenier) | 5:26  |
|    |                                                   |       |
| 3. | Katy Bell (S.C. Foster aranz. i adapt. Bob James) | 4:27  |
|    |                                                   |       |
| 4. | Sweet Sadie The Savior (P. Austin                 | 4:22  |
|    |                                                   |       |
|    |                                                   | 20:41 |
|    |                                                   |       |
Side 2
| 1. | Hollywood (D.C. Thomas – W.D. Smith)                     | 3:34  |
|    |                                                          |       |
| 2. | You’re The One (D.C. Thomas – W.D. Smith)                | 4:54  |
|    |                                                          |       |
| 3. | Heavy Blue (L. Willis)                                   | 5:24  |
|    |                                                          |       |
| 4. | Saved By The Grace Of Your Love (D. Palmer, W. D. Smith) | 4:18  |
|    |                                                          |       |
|    |                                                          | 18:10 |
|    |                                                          |       |

### Muzycy

#### Zespół
- David Clayton-Thomas – główny wokal
- Bobby Colomby – perkusja
- Don Alias – instrumenty perkusyjne
- Larry Willis – fortepian elektryczny
- Mike Stern – gitara elektryczna
- Tony Klatka – trąbka
- Forrest Buchtel – trąbka
- Dave Bargeron – puzon, tuba
- Bill Tillman – saksofon tenorowy, flet
- Danny Trifan – gitara basowa

#### Muzycy gościnni
- Bob James – fortepian elektryczny, fortepian, czelesta, klawinet, syntezator ARP
- Richard Tee – fortepian, organy
- Steve Khan – gitara elektryczna
- Hugh McCracken – gitara elektryczna
- Eric Gale – gitara elektryczna
- Eric Weissberg – banjo, dobro
- Jon Faddis – trąbka
- Marvin Stamm – trąbka
- Dave Taylor – puzon
- Arnie Lawrence – saksofon altowy
- Dave Friedman – ksylofon, marimba, wibrafon
- Sid Weinberg – obój
- Patti Austin, Vivian Cherry, Lani Groves, Frank Floyd, William Eaton, Zachary Sanders – wokaliści
- David Nadien, Seymour Barab, Max Ellen, Harry Lookofsky, Harry Glickman, Max Pollikoff, Matthew Raimondi, Emanuel Vardi, Charles McCracken, Harry Cykman, Richard Sortomme, Theodore Israel – smyczki

### Produkcja
- Bob James

## Odbiór

### Opinie krytyków
| Recenzje                           | Recenzje |
| Publikacja                         | Ocena    |
| ---------------------------------- | -------- |
| AllMusic                           | [ 1 ]    |
| Prog Archives                      | [ 3 ]    |
| The New Rolling Stone Record Guide | [ 4 ]    |

Bruce Eder z magazynu AllMusic uważa, że zespół „brzmi odważnie, entuzjastycznie i w pełni pozytywnie”. Za najważniejsze utwory albumu uznał: „They”, „I Love You More Than Ever”, „You're the One” i „Heavy Blue”. Wprawdzie album nie jest – jego zdaniem – tak dobry jak dwa pierwsze albumy zespołu, ale „to dobre 40 minut słuchania”. Zarazem negatywnie ocenił okładkę albumu: „Szkoda tylko, że dział artystyczny Columbia Records nie potrafił wykrzesać z siebie tyle inspiracji, co muzycy – można się tylko zastanawiać, komu zapłacono za wpadnięcie na »pomysł« wykorzystania powiększonej kopii etykiety albumu jako okładki”. 
Zastrzeżenia do okładki wyraził również Easy Livin z Prog Archives: „Projekt okładki jest bardzo nudny, pokazując po prostu przednią i tylną etykietę wersji LP. Być może był to ironiczny sposób Columbii/CBS na pożegnanie się z zespołem, z którym była związana od samego początku”. Natomiast oceniając sam album stwierdził: „Jeśli od razu ustalimy, że nie jest to Blood Sweat and Tears z początku lat 70. i odłożymy to na bok, to jest to w rzeczywistości bardzo udany album. Posiada mile widzianą różnorodność, [a] solidny wybór piosenek jest wzmocniony przez świetną produkcję i aranżację”. 

### Listy tygodniowe
| Kraj              | Lista         | Pozycja |
| ----------------- | ------------- | ------- |
| Stany Zjednoczone | Billboard 200 | 165     |